# Universidad János Selye

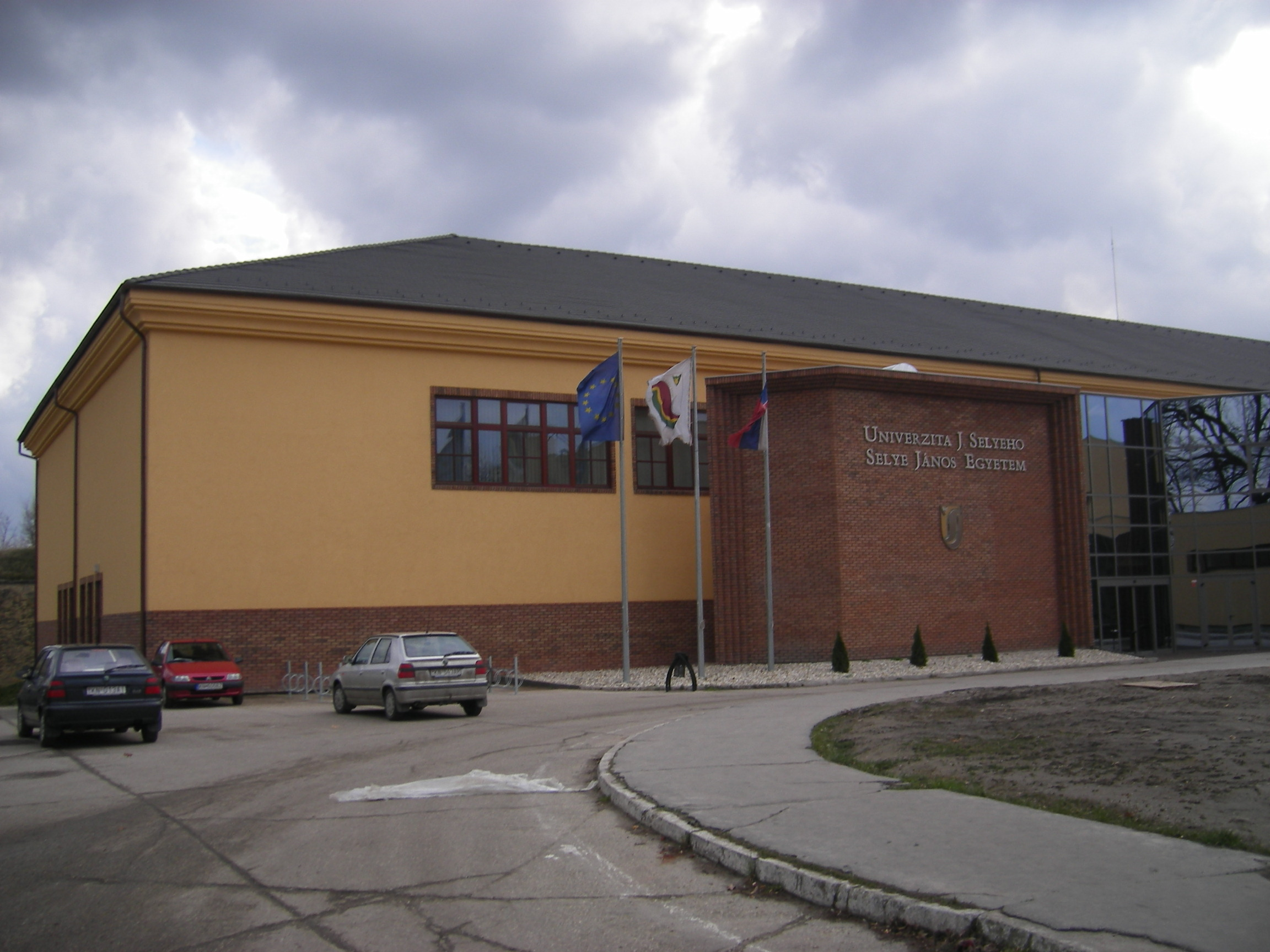
Entrada de la Universidad János Selye.

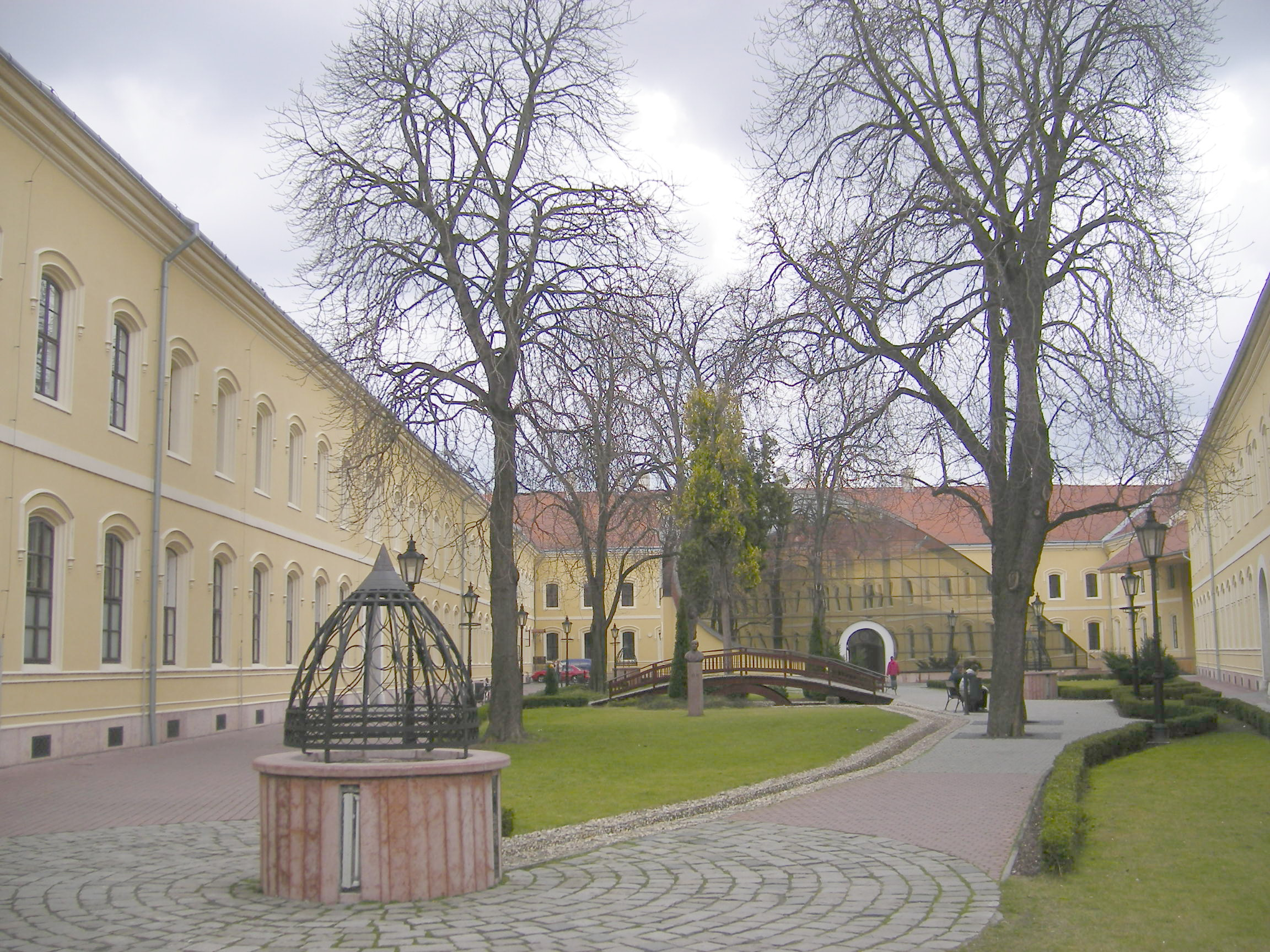
Universidad Janos Selye.

La Universidad Janos Selye (en húngaro: Selye János Egyetem, en eslovaco: Univerzita J. Selyeho) es la única universidad de idioma húngaro en Eslovaquia. Fue establecida en 2004 en Komárno (Hungarian: (Rév)Komárom) y tiene tres facultados. Es una escuela pública de educación superior (ver: Educación en Eslovaquia).